# Преработка на храни
Преработката на храни е общо наименование за набор от методи и техники за превръщане на сурови съставки в храни, които са подходящи за консумация от хора или животни. Преработвателната хранителна промишленост използва тези методи за създаване на хранителни продукти, подходящи за маркетинг.

## Основни методи за обработка на храните
Основните методи за обработка на храните включват:
- Обелване на плодове или зеленчуци
- Кълцане или нарязване на плодове или зеленчуци (например за приготвяне на пържени картофи, захаросани кори от портокал)
- Смилане
- Изцеждане (например за приготвяне на сок)
- Приготвяне на емулсии
- Готвене, пържене, печене, готвене на пара
- Дълбоко пържене
- Смесването на различни съставки
- Добавяне на газ към напитка (например приготвяне на газирана напитка)
- Пастьоризация
- Стерилизация
- Сушене на храна
- Замразяване